# Marisa Winkelhausen
Marisa Winkelhausen, née le 3 juin 1988 en Suisse, est une joueuse suisse de curling.

## Biographie
Médaillée de bronze aux Championnats du monde junior en 2009 à Vancouver, Marisa Winkelhausen est médaillée de bronze à l'Universiade d'hiver de 2013. Elle est sacrée championne du monde de curling en 2015 à Sapporo. En 2018, elle remporte la médaille d’argent aux Championnats d'Europe . En 2019, elle obtient  la médaille d'or du Championnat du monde féminin de curling 2019.